# NGC 6291
NGC 6291 (również PGC 59435) – galaktyka spiralna z poprzeczką (SBb), znajdująca się w gwiazdozbiorze Smoka. Odkrył ją Lewis A. Swift 13 sierpnia 1885 roku.